# OBS日田ラジオ放送局
OBS日田ラジオ放送局（オービーエスひたラジオほうそうきょく）は、大分県日田市にある大分放送の中波放送中継局である。

## 概要
当中継局は、これまで周辺地域の送信所・中継局などを受信していたが、外国からの電波による混信などの受信環境悪化に伴い、郵政省（現：総務省）が推進している電気通信格差是正事業のひとつである民放中波ラジオ放送受信障害解消事業によって設置された。
以前は放送局扱い（コールサイン・JOGN）であったが、2003年11月1日付の免許更新を持ち、コールサインを返上、中継局扱いとなった。

## 中継局概要
| 放送局名    | 呼出名称                           | 周波数   | 空中線電力 | 放送対象地域 | 放送区域内世帯数 |
| OBS大分放送 | おおいたほうそうひたほうそうきょく | 1557 kHz | 100 W      | 大分県       | -世帯            |

- 中継局置局住所は、日田市友田字上原1269-1。